# Джеймс Уэбб (телескоп)
Космический телескоп «Джеймс Уэ́бб» (англ. James Webb Space Telescope, JWST) — орбитальная инфракрасная обсерватория. Самый крупный космический телескоп с самым большим зеркалом (сегментированное зеркало общим диаметром 6,5 метра, однако крупнейшее монолитное зеркало остаётся у телескопа Гершель — 3,5 метра) из когда-либо запущенных человечеством.
Первоначально назывался «Космический телескоп нового поколения» (англ. Next-generation space telescope, NGST). В 2002 году переименован в честь второго руководителя НАСА Джеймса Уэбба (1906—1992), возглавлявшего агентство в 1961—1968 годах, во время реализации программы «Аполлон».
Было решено сделать первичное зеркало телескопа не цельным, а из складываемых сегментов, которые будут раскрыты на орбите, так как диаметр первичного зеркала не позволил бы его разместить в ракете-носителе «Ариан-5». Первичное зеркало телескопа «Джеймс Уэбб» является сегментированным и состоит из 18 шестиугольных сегментов, изготовленных из позолоченного бериллия, размер каждого из сегментов составляет 1,32 метра от ребра до ребра, которые вместе объединяются в одно зеркало общим диаметром 6,5 метра. Это даёт телескопу площадь сбора света примерно в 5,6 раза больше, чем у зеркала телескопа «Хаббл» диаметром в 2,4 метра, с площадью собирающей поверхности 25,37 м². В отличие от «Хаббла», который ведёт наблюдения в ближнем ультрафиолетовом, видимом и ближнем инфракрасном (0,1—2,5 мкм) спектрах, телескоп «Джеймс Уэбб» ведёт наблюдения в более низком диапазоне частот, от длинноволнового видимого света (оранжевый и красный) до среднего инфракрасного (0,6—28,5 мкм). Это позволяет ему наблюдать наиболее далёкие объекты во Вселенной, объекты с большим красным смещением (первые галактики и звёзды во Вселенной), которые слишком старые, слабые и далёкие для телескопа «Хаббл». Хотя диаметр зеркала телескопа «Джеймс Уэбб» в 2,7 раза больше диаметра зеркала телескопа «Хаббл», он получает сопоставимые по резкости изображения, потому что ведёт наблюдения в более длинноволновом инфракрасном диапазоне изучения, и соответственно является «преемником» не телескопа «Хаббл», а телескопа Спитцер. Чем больше длина волны спектра, тем большей площади требуется необходимая поверхность сбора информации (площадь зеркала в инфракрасном спектре или площадь антенны в миллиметровом и радиодиапазонах) для получения изображения, сопоставимого по четкости с видимым спектром космического телескопа Хаббла. Телескоп защищён 5-слойным тепловым экраном, позволяющим поддерживать температуру зеркала и приборов ниже 50 K (−223 °C), чтобы телескоп мог работать в инфракрасном диапазоне излучения и наблюдать слабые сигналы в инфракрасном диапазоне без помех от любых других источников тепла. Поэтому телескоп размещён на гало-орбите в точке Лагранжа L2 системы Солнце — Земля, в 1,5 млн км от Земли, где его 5-слойный тепловой экран, в форме воздушного змея и размером с теннисный корт, защищает его от нагревания Солнцем, Землёй и Луной одновременно. Размещение телескопа в космосе даёт возможность регистрировать электромагнитное излучение в диапазонах, в которых земная атмосфера непрозрачна; в первую очередь — в инфракрасном диапазоне. Благодаря отсутствию влияния атмосферы разрешающая способность телескопа в 7—10 раз больше, чем у аналогичного телескопа, расположенного на Земле.
Проект — результат международного сотрудничества 17 стран, во главе которых стоит НАСА, со значительным вкладом Европейского и Канадского космических агентств.
Ориентировочная стоимость проекта составляет 10 миллиардов долларов (она будет расти по мере эксплуатации телескопа) из которых вклад НАСА оценивается в 8,8 миллиарда долларов, вклад Европейского космического агентства — 850 миллионов долларов, включая запуск, вклад Канадского космического агентства — 165 миллионов долларов.
25 декабря 2021 года телескоп был успешно запущен с космодрома Куру при помощи ракеты «Ариан-5». Первые научные исследования начались летом 2022 года. Время службы телескопа в основном ограничено запасом топлива для маневрирования около точки L2. Первоначальный расчёт был 5—10 лет. Однако при запуске удалось совершить крайне удачный манёвр и текущий запас топлива ограничен 20 годами, но не все приборы могут проработать столько времени.
9 января 2022 года телескоп успешно развернул все свои системы и перешёл в полностью операционное состояние, а 24 января 2022 года он успешно вышел на гало-орбиту в точке Лагранжа L2 системы Солнце — Земля, в 1,5 млн км от Земли. Охлаждение до рабочей температуры заняло несколько недель, а затем начались окончательные процедуры калибровки в течение примерно 5 месяцев, возможно, включая получения первого света Вселенной после «тёмных веков», перед началом запланированной исследовательской программы.
Уже в первые несколько месяцев работы были получены неожиданные данные для различных небесных тел от отдалённых галактик до планет Солнечной системы и их спутников, в 2022 году научный журнал Science назвал «Джеймс Уэбб» «Прорывом года» за грядущую революцию в представлениях человека о космосе.

## Задачи
15 июня 2017 года НАСА и ЕКА опубликовали список первых целей в работе телескопа, включающие свыше 2100 наблюдений. Ими стали планеты и малые тела Солнечной системы, экзопланеты и протопланетные диски, галактики и скопления галактик, а также квазары.
30 марта 2021 года НАСА объявило финальный список первичных целей для наблюдений, которые стартуют через 6 месяцев после запуска телескопа. В общей сложности было отобрано 286 из более чем одной тысячи заявок по семи основным направлениям астрономии, которые в сумме займут около шести тысяч часов наблюдательного времени телескопа, что составляет около двух третей всего времени, выделенного в рамках первого цикла наблюдений. NASA получит 80 % времени телескопа, тогда как EKA — 15 %, CSA — 5 %.

### Астрофизика
Первичными задачами JWST являются: обнаружение света первых звёзд и галактик, сформированных после Большого взрыва, изучение формирования и развития галактик, звёзд, планетных систем и происхождения жизни. Также «Джеймс Уэбб» сможет рассказать о том, когда и где началась реионизация Вселенной и что её вызвало. «Джеймсу Уэббу» предстоит выяснить, как выглядели галактики во временном периоде начиная с 400 тыс. лет после Большого взрыва до 400 млн лет после Большого взрыва, недоступном для обычных телескопов не по причине недостаточной разрешающей способности, а в силу Красного смещения, за счёт, в том числе, эффекта Доплера, уводящего оптическое излучение этих объектов в инфракрасный диапазон.

### Экзопланетология
Телескоп способен обнаруживать относительно холодные экзопланеты с температурой поверхности до 300 К (что практически равно температуре поверхности Земли), находящиеся дальше 12 а. е. от своих звёзд и удалённые от Земли на расстояние до 15 световых лет. Также «Уэбб» способен наблюдать планеты с массами около 0,3 массы Юпитера на расстояниях выше 100 а. е. от родительской звезды и с массами ниже массы Сатурна на расстояниях выше 10 а. е. от родительской звезды. В зону подробного наблюдения попадут более двух десятков ближайших к Солнцу звёзд. Благодаря JWST ожидается настоящий прорыв в экзопланетологии — телескоп имеет возможность не только находить большие экзопланеты, но и получать их спектральные линии. Это будет являться недостижимым показателем ни для одного наземного телескопа до декабря 2030 года, когда в строй будет введён Чрезвычайно большой телескоп с диаметром зеркала в 39,3 м. Для поиска экзопланет будут также использованы данные, которые получил телескоп «Кеплер» начиная с 2009 года. Однако возможностей телескопа будет недостаточно для получения каких-либо изображений найденных экзопланет. Даже ближайшие к нам гигантские экзопланеты (супер-Юпитеры) будут и в Чрезвычайно большой телескоп, и в возможный большой LUVOIR фиксироваться слабыми точками.

#### Протопланетные диски
В перечень первостепенных объектов для изучения входят 17 ближайших протопланетных дисков из двадцати, изображения которых были получены в 2003 году с помощью космического телескопа «Спитцер» и в 2018 году комплексом радиотелескопов ALMA. «Уэбб» будет измерять спектры протопланетных дисков, что позволит составить представление об их химическом составе, а также дополнить деталями внутреннего строения системы, наблюдаемые ранее комплексом ALMA в рамках проекта DSHARP (от англ. Disk Substructures at High Angular Resolution Project). Учёные ожидают, что средний инфракрасный диапазон, в котором будет работать телескоп (прибор MIRI), даст возможность выявить во внутренних частях протопланетных дисков активно формирующиеся каменистые планеты, похожие на Землю, по характерным химическим элементам, из которых они состоят. Будет измерено количество воды, окиси углерода, двуокиси углерода, метана и аммиака в каждом диске, а с помощью спектроскопии будет возможно оценить содержание и расположение внутри диска кислорода, углерода и азота (это важно для понимания, находится ли вода в потенциально обитаемой зоне, где прочие условия подходят для возникновения жизни).

### Водные миры Солнечной системы
Инфракрасные инструменты телескопа будут использованы для изучения водных миров Солнечной системы — спутника Юпитера Европы и спутника Сатурна Энцелада. Инструмент NIRSpec будет использован для поиска биосигнатур (метан, метанол, этан) в гейзерах обоих спутников.
Инструмент NIRCam сможет получить изображения Европы в высоком разрешении, которые будут использованы для изучения её поверхности и поиска регионов с гейзерами и высокой геологической активностью. Состав зафиксированных гейзеров будет проанализирован с помощью инструментов NIRSpec и MIRI. Данные, полученные в ходе этих исследований, будут также использованы при исследовании Европы зондом Europa Clipper.
Для Энцелада, ввиду его удалённости и малых размеров, получить изображения в высоком разрешении не удастся, однако возможности телескопа позволят провести анализ молекулярного состава его гейзеров.

### Малые тела Солнечной системы
Запланированы наблюдения Цереры, астероидов Паллада, Рюгу, транснептуновых объектов, кентавров и нескольких комет.

## История
| Год  | Планируемая дата запуска | Планируемый бюджет (млрд $) |
| ---- | ------------------------ | --------------------------- |
| 1997 | 2007                     | 0,5                         |
| 1998 | 2007                     | 1                           |
| 1999 | 2007—2008                | 1                           |
| 2000 | 2009                     | 1,8                         |
| 2002 | 2010                     | 2,5                         |
| 2003 | 2011                     | 2,5                         |
| 2005 | 2013                     | 3                           |
| 2006 | 2014                     | 4,5                         |
| 2008 | 2014                     | 5,1                         |
| 2010 | не раньше сентября 2015  | ≥6,5                        |
| 2011 | 2018                     | 8,7                         |
| 2013 | 2018                     | 8,8                         |
| 2017 | весна 2019               | 8,8                         |
| 2018 | не раньше марта 2020     | ≥8,8                        |
| 2018 | 30 марта 2021            | 9,66                        |
| 2020 | 31 октября 2021          | ≥10                         |
| 2021 | 18 декабря 2021          | ≥10                         |
| 2021 | 22 декабря 2021          | ≥10                         |
| 2021 | 24 декабря 2021          | ≥10                         |
| 2021 | 25 декабря 2021          | ≥10                         |

### Проблема выбора названия телескопа
Идея строительства нового мощного космического телескопа возникла в 1996 году, когда американские астрономы выпустили доклад HST and Beyond.
До 2002 года телескоп назывался Next Generation Space Telescope («Космический телескоп нового поколения», NGST), поскольку новый инструмент должен продолжить исследования, начатые «Хабблом». Под этим же названием телескоп входил в состав комплексного проекта Пентагона AMSD по разработке сегментированного зеркала для разведывательных и лазерных ударных спутников. Наличие военных в чисто научном проекте плохо влияло на репутацию проекта и NASA хотело разорвать прямую связь с военной программой AMSD на уровне названия. Поэтому в 2002 году, когда действительно проект телескопа стал заметно отличаться в конструкции зеркала от других собратьев по программе AMSD, NASA решило переименовать телескоп в честь второго руководителя НАСА Джеймса Уэбба (1906—1992), возглавлявшего агентство в 1961—1968 годах, во время реализации программы «Аполлон». Однако это также вызвало крупный скандал в научном сообществе США, более 1200 учёных и инженеров связанных с космическими исследованиями, включая известных учёных как Чанда Прескод-Вайнштейн, написали петицию с требованием переименовать телескоп ещё раз, так как Уэбб известен своим преследованием ЛГБТ сообщества среди персонала НАСА. По мнению авторов петиции Уэбб не заслуживает «памятника гомофобии». После бурной дискуссии, руководство НАСА решило оставить название с учётом его вклада в программу «Аполлон». Однако среди американских учёных многие в знак протеста используют в своих научных работах только сокращённое название JWST и договорились расшифровывать его иначе: Just Wonderful Space Telescope («просто замечательный космический телескоп»).

### Финансирование
Стоимость и сроки проекта неоднократно увеличивалась. В июне 2011 года стало известно, что стоимость телескопа превысила изначальные расчёты по меньшей мере в четыре раза.
В бюджете НАСА, предложенном в июле 2011 года конгрессом, предполагалось прекращение финансирования строительства телескопа из-за плохого управления и превышения бюджета программы, но в сентябре того же года бюджет был пересмотрен, и проект сохранил финансирование. Окончательное решение о продолжении финансирования было принято сенатом 1 ноября 2011 года.
В 2013 году на постройку телескопа было выделено 626,7 млн долларов.
К весне 2018 года стоимость проекта возросла до 9,66 млрд долларов.

### Причины расположения в точке Лагранжа L2
Телескоп не находится неподвижно в точке L2, а вращается вокруг неё по гало-орбите. По размеру эта орбита сопоставима с орбитой Луны вокруг Земли. Такая орбита (на прохождение которой требуется около 6 месяцев) позволяет телескопу не попадать в тени Земли и Луны, что необходимо как для бесперебойного питания солнечных панелей, так и для сохранения стабильной температуры.
Главная причина нахождения в точке L2 заключается в том, что Солнце, Земля и Луна всегда находятся позади теплового щита телескопа и не оказываются в секторе неба, где телескоп выполняет исследования.
Дополнительной выгодой расположения в точке L2 является крайне низкий расход топлива в момент когда требуется возврат аппарата незначительно отклонившегося от точки L2. Текущий запас топлива «Джеймса Уэбба» составляет около 20 лет. Однако возможность пополнить запасы топлива в точке L2 отсутствует. Для сравнения космический телескоп «Хаббл» требует коррекции орбиты с периодичностью один раз в 5—10 лет, в противном случае телескоп сгорит в атмосфере Земли. После окончания топлива «Джеймс Уэбб» перейдёт на собственную орбиту вокруг Солнца.

### Теплозащитный экран
Теплозащитный экран космического телескопа «Джеймс Уэбб» состоит из 5 слоёв каптона, на каждый из которых нанесено покрытие из алюминия, и имеет размер 21,1 на 14,6 метров. Экран нужен для защиты основного зеркала и научных приборов обсерватории от теплового излучения Солнца, Земли и Луны. Первые два «горячих» слоя обладают покрытием из легированного кремния. Моделирование показывает, что максимальная температура первого слоя будет составлять 383 кельвина, а минимальная температура последнего слоя составит 36 кельвинов. Механизм развёртывания экрана имеет 90 натяжных тросов, а также установка 107 спусковых устройств, которые будут удерживать слои каптона в правильном положении до момента развёртывания.

### Изготовление оптической системы

#### Проблемы
Чувствительность телескопа и его разрешающая способность напрямую связаны с размером площади зеркала, которое собирает свет от объектов. Учёные и инженеры определили, что минимальный диаметр главного зеркала должен быть 6,5 метра, чтобы измерить свет от самых далёких галактик. Простое изготовление зеркала, подобного зеркалу телескопа «Хаббл», но большего размера, было неприемлемо, так как его масса была бы слишком большой, чтобы можно было запустить телескоп в космос. Команде учёных и инженеров необходимо было найти решение, чтобы новое зеркало имело 1/10 массы зеркала телескопа «Хаббл» на единицу площади.

#### Включение прототипа телескопа в проект Advanced Mirror System Demonstrator (AMSD) Пентагона
Для создания зеркала была инициирована программа Advanced Mirror System Demonstrator (AMSD). Проект AMSD являлся проектом двойного назначения. В ходе данного проекта должна была быть создана технология сегментированного зеркала, которое предназначалось для «Джеймса Уэбба», перспективных спутников инфракрасной разведки и зеркала для фокусировки лазера для перспективного ударного спутника Space Based Laser (SBL)
Зеркало по программе AMSD включало в себя следующие технические компоненты:
- Использование шестиугольных сегментов, из которых можно собирать зеркала различной площади, сегментная форма также позволяла сворачивать телескоп в компактную форму в ракете-носителе
- Сегменты выполнены в технологии адаптивной оптики, то есть не жёсткими, а «полужёсткими» и микромеханика позволяет корректировать кривизну зеркала для исправления ошибок сочленения или неправильной позиции зеркала
- От 4х до 16 актуаторов для позиционирования и деформации зеркала в зависимости от версии устройства
- Микромеханические приводы воздействуют на механический скелет жёсткости под зеркалом из углерода

Сегментированные зеркала легче и дешевле цельных, но имеют такой недостаток, как зазоры в несколько миллиметров между сегментами. Это сказывается на том, что дифракционный лимит сегментированного зеркала определяется не только его диаметром, но и зависит от качества устранения микросдвигов между краями сегментов в разных направлениях, что порождает в свою очередь фазовый сдвиг и дифракционные эффекты. Адаптивная оптика сегментированных зеркал прежде всего предназначена для минимизации дифракции от зазоров между сегментами чётким выравниванием их в одной плоскости и подавления дифракции от вариабельности фокусировки разных сегментов. Модель дифракционных искажений «Джеймса Уэбба» после регулировки адаптивной оптикой показывает, что конечно зазоры между сегментами ухудшают качество изображения, но на 90 % дифракция зависит от размеров зеркала как и в классических цельных зеркалах.
Дифракция телескопа также зависит от длины волны. В ближнем инфракрасном диапазоне разрешение «Джеймса Уэбба» составит 0,03 угловой секунды, в длинноволновом инфракрасном диапазоне «Джеймс Уэбб» будет иметь разрешение даже меньше «Хаббла» — 0,1 угловой секунды. Снимки «Хаббла» в видимом свете доступны с разрешением 0,06 угловой секунды на уровне его теоретического предела.
Сегментированные зеркала с адаптивной оптикой при той же массе и стоимости в сравнении с классическим зеркалом дают существенно выше разрешение в том же диапазоне длин волн, а также несравнимо более высокую светосилу. После внедрения такой технологии в разведывательные спутники США, классическая оптика перестала быть нужной ЦРУ, и оно подарило NASA два зеркала-копии «Хаббла» от спутников KH-11, так как больше в них не нуждается из-за устаревания технологии. Прототип разведывательного инфракрасного спутника Пентагона в рамках программы AMSD на базе тех же зеркальных сегментов, что и для «Джеймса Уэбба», был изготовлен теми же подрядчиками (Northrop Grumman и другие) и передан в Академию ВМФ США для практического обучения офицеров использованию инфракрасных разведчиков такого класса. Проект был реализован под руководством заместителя руководителя Национального управления военно-космической разведки США генерала армии Эллен Павликовски. «Джеймс Уэбб» не является первым случаем использования одной технологии зеркала с разведывательными спутниками США. Телескоп «Хаббл» использовался для отработки новой версии более крупного зеркала для разведывательных спутников KH-11 (Замочная Скважина). Журнал The Space Review, анализируя проект Эллен Павликовски, отметил, что в космических телескопах общественность реагирует только на то, что ей позволяет знать Пентагон, в то время как современное развитие технологий космического наблюдения намного опережает то, что NASA разрешается сообщать в пресс-релизах. The Space Review отмечает опыт спутника Орион (Ментор), где на геостационарной орбите развёрнута конструкция радиотелескопа более чем 100 метров в диаметре, которая на порядки сложнее механики разложения «Джеймса Уэбба». Также эксперты отмечают, что ВМФ США в своём пресс-релизе о разведывательном прототипе сообщает очень много деталей о практическом использовании адаптивной оптики с искривлением зеркал под воздействием микромеханики, что может означать, что это опыт, полученный не со стенда, а с функционирующего на орбите спутника. По мнению экспертов это может говорить о том, что военные клоны «Джеймса Уэбба» уже успешно развёрнуты на орбите с целями аналогичными разведывательной системе SBIRS, как то было с первыми KH-11 запущенными задолго до запуска «Хаббла».
Введённые правительством США режимы военной секретности для «Джеймса Уэбба» широко обсуждались в научном сообществе и крупных СМИ. Scientific American в 2014 году опубликовал статью о том, что научное сообщество откровенно удивлено тем, что чистым академическим учёным запрещено участвовать в руководстве проекта «Джеймс Уэбб», что вызвало вопросы о балансе научных и военных целей проекта. Руководитель проекта, руководитель научной миссии и директор по астрофизике должны иметь высочайший для США уровень допуска к секретным военным материалам Top Secret. Это фактически требовало, чтобы научным руководством проекта занимались не астрофизики и учёные, а инженеры с опытом разработки спутников-шпионов. Бывший аналитик ЦРУ Аллен Томсон отметил, что хотя NASA использует очень часто двойные технологии в научных проектах, но такое требование крайне необычно для NASA и указывает на то, что проект создаётся под эгидой Национального управления военно-космической разведки США. В 2016 году NASA опубликовало видео «Джеймса Уэбба», где была снята крышка с задней части вторичного зеркала, что позволяло увидеть микромеханику его регулировки, которое позволяет поворачивать его с точностью 140 нанометров в конечную позицию, то есть примерно на размер вируса ВИЧ. Изображение блока адаптивной оптики было размыто, на что обратили внимание журналисты из Business Insider и запросили у NASA разъяснения. На что NASA официально сообщило, что изображение размыто из-за того, что данное устройство «Джеймса Уэбба» попадает под регуляцию закона США об обращении технологий вооружения (ITAR), то есть микромеханика зеркал «Джеймса Уэбба» классифицируется как оружие в рамках законодательства США. В 2017 году правительство США признало, что проект «Джеймс Уэбб» регулировался в рамках международного сотрудничества по законодательству, регулирующему экспорт технологий вооружения, что крайне усложняло работу не американских участников проекта. Поэтому в 2017 году «Джеймс Уэбб» был выведен из под действия ITAR.
Программа AMSD является сотрудничеством между НАСА, Национальным управлением военно-космической разведки США и Военно-воздушными силами США. На основе исследований AMSD были построены и испытаны два экспериментальных зеркала. Одно из них было сделано из бериллия компанией Ball Aerospace & Technologies, другое — построено фирмой Kodak (ныне — ITT) из специального стекла.
Группа экспертов провела испытания обоих зеркал, целью которых было определить, насколько хорошо они выполняют свою задачу, сколько стоят и насколько легко (или трудно) было бы построить полноразмерное, 6,5-метровое зеркало. Эксперты рекомендовали зеркало из бериллия для телескопа «Джеймса Уэбба» по нескольким причинам, одна из которых — бериллий сохраняет свою форму при криогенных температурах. Кроме этого, решение Ball Aerospace & Technologies было дешевле, так как использовало меньше актуаторов, чем у конкурентов, что правда уменьшало возможности коррекции ошибок формы зеркала. Компания Northrop Grumman выбрала решение Ball по критериям «цена/качество», и Центр космических полётов Годдарда утвердил это решение.
Хотя решение Ball Aerospace & Technologies имеет только 4 актуатора, но обладает функциями адаптивной оптики. 3 актуатора по краям на самом деле являются 6 актуаторами, которые сдвоены и образуют «6D-актуатор», то есть головка каждого актуатора может занять независимое положение в плоскости, перпендикулярной зеркалу. Это позволяет краевым би-актуаторам не только наклонять зеркало, но выдвигать его вперёд/назад, вращать вокруг своей оси, а также сдвигать центр зеркала от центральной точки сегмента в любую сторону. Би-актуаторы могут деформировать зеркало только одновременно с его перемещением. Центральный «3D-актуатор» целиком выделен под адаптивную оптику и управляет кривизной сегмента. Совместная работа всех актуаторов передаётся на 16 независимых точек позиции и перегиба зеркала. Шаг механического актуатора Ball составляет 7 нанометров, рабочий ход — 21 миллиметр. При «распарковке» зеркала актуатор сначала использует грубый механизм перемещения, а затем уже подключается высокоточный.
Как отмечалось выше, детали механики вторичного зеркала «Джеймса Уэбба» засекречены, но из публикации конструктора актуаторов Роберта Вардена и пресс-релиза НАСА нам известно, что вторичное зеркало в целом имеет сходное устройство с остальными сегментами и управляется 6 актуаторами, то есть не имеет корректора кривизны, а только положения.
Ball Aerospace & Technologies также из своих военных разработок переделало для «Джеймса Уэбба» такое устройство, как зеркало тонкой рулевой настройки (Fine steering mirror). Это устройство адаптивной оптики представляет собой зеркальце, которое может поворачиваться с точностью около 1 наноградуса на нужный угол. Устройство позволяет таким образом изменять угол зрения телескопа путём небольшого срезания размера изображения по краям. За счёт этого доступны несколько функций. В первую очередь может стабилизироваться направление на объект наблюдения. После разворота на новый объект телескопа могут быть остаточные вращения и они убираются этим прибором. Также не все приборы «Джеймса Уэбба» как спектрометры или субматрицы умеют работать на все его поле зрения и зеркало тонкой настройки позволяет не меняя положения телескопа наводить их на новый близкий объект.
Размер каждого из 18 шестиугольных сегментов зеркала составляет 1,32 метра от ребра до ребра, масса непосредственно самого́ зеркала в каждом сегменте — 20 кг, а масса всего сегмента в сборе (вместе с приводами точного позиционирования и т. д.) — 40 кг.
Существенно меньше известно об приборах наблюдения, которые стыковались к зеркалам в программе AMSD. Однако приборы, установленные на «Джеймсе Уэббе», вероятно, имеют также корни в адаптации военных технологий для научных целей. Ключевой компонент инфракрасных приборов «Джеймса Уэбба» как матрицы и фотосенсоры изготовлены Teledyne Technologies и Raytheon, которые являются основными поставщиками военной инфракрасной оптики Пентагона с незначительным объёмом гражданских заказов. NASA также сообщило, что «Джеймс Уэбб» использует «солевую инфракрасную оптику» из сульфида цинка, лития фторида, бария фторида. Солевая инфракрасная оптика является новым поколением инфракрасной оптики разработки Raytheon, которая по сравнению c классической ИК-оптикой из германия обладает маленьким поглощением инфракрасного излучения, что позволяет наблюдать очень тусклые объекты. В оригинале Raytheon создал эту технологию для высокочувствительных ГСН ракет, в частности для ПТРК Джавелин. Мирное применение этой технологии позволит «Джеймсу Уэббу» наблюдать очень тусклые объекты как экзопланеты.

#### Производство
Для зеркала «Уэбба» используется особый тип бериллия. Он представляет собой мелкий порошок. Порошок помещается в контейнер из нержавеющей стали и прессуется в плоскую форму. После того как стальной контейнер удалён, кусок бериллия разрезается пополам, чтобы сделать две заготовки зеркала около 1,3 метра в поперечнике. Каждая заготовка зеркала используется для создания одного сегмента.
Процесс формирования зеркала начинается с вырезания излишков материала на оборотной стороне бериллиевой заготовки таким образом, что остаётся тонкая рёберная структура. Передняя же сторона каждой заготовки сглаживается с учётом положения сегмента в большом зеркале.
Затем поверхность каждого зеркала стачивается для придания формы, близкой к расчётной. После этого зеркало тщательно сглаживают и полируют. Этот процесс повторяется до тех пор, пока форма сегмента зеркала не станет близка к идеальной. Далее сегмент охлаждается до температуры −240 °C, и с помощью лазерного интерферометра производятся измерения размеров сегмента. Затем зеркало с учётом полученной информации проходит окончательную полировку.
По завершении обработки сегмента передняя часть зеркала покрывается тонким слоем золота для лучшего отражения инфракрасного излучения в диапазоне 0,6—29 мкм, и готовый сегмент проходит повторные испытания на воздействие криогенных температур.
Развёртыванием зеркала управляет система из 132 отдельных приводов и моторов, которая вначале формирует его из трёх крупных фрагментов, а затем правильно позиционирует каждый из 18 сегментов и задаёт им необходимую кривизну.
28 августа 2019 года сборка телескопа «Джеймс Уэбб» была завершена — специалисты впервые соединили основное зеркало с платформой, включающей в себя солнцезащитный экран.

#### Испытания
10 июля 2017 года — начало финального испытания телескопа на воздействие криогенных температур со значением 37 К в космическом центре имени Джонсона в Хьюстоне, которое продлилось 100 дней.
Помимо испытаний в Хьюстоне аппарат прошёл серию механических испытаний в центре космических полётов Годдарда, в результате которых подтвердилось, что он сможет выдержать запуск на орбиту с помощью тяжёлой ракеты-носителя.
В начале февраля 2018 года гигантские зеркала и различные приборы были доставлены на предприятие компании Northrop Grumman в Редондо-Бич для последнего этапа сборки телескопа. Там шло сооружение двигательного модуля телескопа и его солнцезащитного экрана. Когда вся конструкция была собрана, её доставка была запланирована на морском судне из Калифорнии во французскую Гвиану.
- 30 мая 2019 года в испытательном центре корпорации Northrop Grumman завершена проверка работы агрегатного отсека телескопа в различных температурных режимах: элементы конструкции телескопа в специальной вакуумной камере подвергались воздействию температуры от −148°С до +102°С. Во время испытаний для охлаждения использовался жидкий азот, а для нагрева — термобатареи[112][113].
- 28 августа 2019 года инженеры успешно состыковали защитный экран с основным зеркалом будущего телескопа. Далее специалисты соединили электрические цепи двух частей телескопа, после чего провели функциональные испытаний этих цепей[114]. После того, как обе половины телескопа были собраны, «Джеймс Уэбб» упаковали в специальную капсулу для запуска и отправили на космодром Куру во Французской Гвиане.
- 7 января 2020 года СМИ со ссылкой на представителя НАСА Эрика Смита сообщили, что основные работы по созданию телескопа им. Джеймса Уэбба завершены, но на протяжении 15 месяцев будет проведена ещё серия наземных испытаний. В 2020 году аппаратуру телескопа испытывали на устойчивость к вибрации и к шуму при запуске ракетой-носителем «Ариан-5», планировалась смена части электронной аппаратуры, нештатно сработавшей во время предыдущих испытаний, и ещё одна проверка всех систем, чтобы оценить, как комплексные испытания повлияли на аппаратуру обсерватории[115].
- 31 марта 2020 сообщено об успешном испытании полного развёртывания всего зеркала со специальным прикреплённым устройством для компенсации гравитации, чтобы имитировать невесомость[116].
- 13 июля 2020 года специалисты объявили о завершении первого из заключительных комплексных (акустические, вибрационные и электрические) испытаний телескопа, которое длилось 15 дней[117][118].
- 25 августа 2020 года Центр космических полётов им. Годдарда сообщил, что специалисты завершили первый полный цикл наземных испытаний научных инструментов, и что в ближайшее время должна начаться новая серия вибрационных и акустических испытаний. В ходе испытаний проверялось, сможет ли «Джеймс Уэбб» пережить нагрузки во время старта ракеты и его вывода на орбиту[119].
- Зоны чувствительности разных инструментов1 марта 2021 года телескоп прошёл финальные функциональные испытания, в ходе которых специалисты проверили электрические цепи телескопа и работу системы связи. Электрические испытания продлились 17 дней, за это время специалисты проверили функциональность всех электронных компонентов телескопа и его научных инструментов. В ходе проверки систем связи моделировалась ситуация обмена данными обсерватории с Землёй, для этого инженеры передали на борт телескопа, находящегося в чистой комнате компании Northrop Grumman Space Systems в Калифорнии, команды через эмулятор Сети дальней космической связи НАСА. Кроме того, инженеры отработали ситуацию передачи управления телескопом от одного командного центра другому, а также успешно отправили несколько корректировок на борт обсерватории, пока она выполняла нужные команды. В реальных условиях связь с обсерваторией будут обеспечивать три комплекса Сети дальней космической связи NASA в Калифорнии, Испании и Австралии, а также антенны в Нью-Мексико и европейские станции в Кении и Германии[120][121].
- 7 апреля 2021 года специалисты уложили пятислойный теплозащитный экран телескопа в последний раз. В следующий раз он должен будет развернуться самостоятельно после запуска. Укладка продлилась месяц и включала в себя ряд трудоёмких операций, таких как зигзагообразное складывание каждого слоя и их выравнивание, укладка 90 натяжных тросов, а также установка 107 спусковых устройств, которые будут удерживать слои каптона в правильном положении до момента развёртывания. В течение следующих трёх месяцев специалисты завершат перевод экрана в полётную конфигурацию, в частности установят и закрепят все кабели, крышки для экранов, а также узлы системы разворачивания экрана, таких как направляющие стрелы и основания экранов[77][122].
- 11 мая 2021 года в ходе испытаний в последний раз перед отправкой в космос было развёрнуто главное зеркало телескопа[123][124].
- Камера ближнего инфракрасного диапазона1 июля 2021 года ЕКА сообщило, что телескоп прошёл финальную проверку на совместимость с ракетой-носителем «Ариан-5», которая будет выводить его в космос. Работы включали в себя оценку уровней внешних воздействий на телескоп во время нахождения под головным обтекателем ракеты и разработку плана полёта ракеты и отделения телескопа от разгонного блока[125][126].
- 26 августа 2021 года НАСА сообщило, что все испытания по телескопу завершены, он готов к отправке на космодром Куру для запуска в ноябре текущего года[127][128].

### Ход миссии
Сравнение изображений полученных телескопом Хаббл и Джеймс Уэбб
- 25 декабря 2021 года в 12:20 UTC состоялся успешный запуск. После коррекции орбиты на околоземной орбите, аппарат на протяжении четырёх недель будет двигаться к пункту назначения в Точку Лагранжа L2 системы Земля—Солнце, которая находится на расстоянии 1,5 млн километров от Земли[129].
- К 29 декабря 2021 года телескоп совершил две из трёх коррекций траектории, развернул антенну для передачи на Землю научных и других данных, а также массив солнечных батарей[130][131].
- К 2 января 2022 года основная часть работ по развёртыванию солнцезащитного экрана была завершена. На телескопе успешно развёрнуты левая и правая части экрана, благодаря чему он обрёл ромбовидную форму[132].
- 4 января 2022 года раскрытие теплового щита телескопа было полностью завершено, его пятислойная структура из покрытого алюминием каптона успешно расправлена и на всех слоях установлено необходимое для работы натяжение[133].
- 8 января 2022 года телескоп успешно развернул главное зеркало[134].
- 12 января 2022 года НАСА сообщило, что все актуаторы для настройки зеркала исправны и реагируют на команды[95].
- 24 января 2022 года телескоп успешно вышел на гало-орбиту в точке Лагранжа L2 системы Солнце — Земля, в 1,5 млн км от Земли[135].
- 3 февраля 2022 года инфракрасной камерой NIRCam было получено первое тестовое изображение. Целью первого наблюдения стала изолированная звезда HD 84406[фр.]. Тест необходим для калибровки 18 сегментов зеркал телескопа. Эта работа займёт несколько месяцев и включает семь этапов:
  - Идентификация изображения сегмента (поочерёдно перемещают каждый сегмент зеркала для определения какой сегмент ответственен за какое изображение)
  - Первичное выравнивание
  - Наложение изображений
  - Грубая фаза
  - Тонкая фаза
  - Выравнивание телескопа по полям зрения инструмента
  - Повторное выравнивание и окончательная коррекция
По завершении калибровки сегменты телескопа должны будут соответствовать друг другу с точностью до доли длины волны света — примерно 50 нанометров[136].
- 13 марта 2022 года NASA заявила о завершении «критически важных этапов выравнивания зеркал» космического телескопа «Джеймс Уэбб». Оптические параметры, которые были проверены и протестированы, соответствуют ожиданиям или даже превышают их[137].
- 13 апреля 2022 года NASA заявила, что инструмент MIRI достиг конечной рабочей температуры[138].
- В начале мая 2022 года завершена настройка оптики космического телескопа[139].
- В период 22—24 мая 2022 года сегмент С3 телескопа был поврежден ударом микрометеорита, который, согласно отчету НАСА, произвел «значимые неустранимые изменения формы этого сегмента»[140]. В том же отчете отмечается, что на телескоп в целом удар повлиял незначительно. После дополнительной настройки среднеквадратичное отклонение волнового фронта возросло примерно на 5—10 нм, до 59 нм при плановых 60—80 нм для самого телескопа. С учётом погрешности связанного с телескопом оборудования суммарное отклонение возрастает до 70—130 нм, что делает эффект от повреждения ещё менее значимым.

- 12 июля 2022 года состоялся выпуск первых полноцветных изображений и спектроскопических данных, в том числе Webb’s First Deep Field скопление галактик SMACS J0723.3-7327, снимок ранней Вселенной с самым высоким разрешением в истории, что также ознаменовало официальное начало научной работы телескопа «Джеймса Уэбба»[141][142][143][144][145].

## Оборудование
JWST оснащён следующими научными инструментами для проведения исследования космоса:
- Камера ближнего инфракрасного диапазона (англ. Near-Infrared Camera);
- Прибор для работы в среднем диапазоне инфракрасного излучения (англ. Mid-Infrared Instrument, MIRI);
- Спектрограф ближнего инфракрасного диапазона (англ. Near-Infrared Spectrograph, NIRSpec);
- Установка спектрографа MIRI в телескопДатчик точного наведения (англ. Fine Guidance Sensor, FGS) и устройство формирования изображения в ближнем инфракрасном диапазоне и бесщелевой спектрограф (англ. Near InfraRed Imager and Slitless Spectrograph, NIRISS).

### Камера ближнего инфракрасного диапазона
Камера ближнего инфракрасного диапазона является основным блоком формирования изображения «Джеймса Уэбба» и будет состоять из массива ртутно-кадмиево-теллуровых детекторов. Рабочий диапазон прибора составляет от 0,6 до 5 мкм. Его разработка поручена Аризонскому университету и Центру продвинутых технологий компании Lockheed Martin.
В задачи прибора входят:
- обнаружение света от самых ранних звёзд и галактик на стадии их формирования;
- изучение звёздных населений в ближайших галактиках;
- изучение молодых звёзд Млечного Пути и объектов пояса Койпера;
- определение морфологии и цвета галактик при сильном красном смещении;
- определение кривых блеска дальних сверхновых;
- создание карты тёмной материи с помощью гравитационного линзирования.

Камера на самом деле является целым комплексом различных приборов:
- Матрица для съёмки в диапазоне 0,6—2,3 мкм (Short wavelength channel) с разрешением 0,031 угловой секунды на пиксель и 256 уровней яркости;
- Матрица для съёмки в диапазоне 2,4—5,0 мкм (Long wavelength channel) с разрешением 0,063 угловой секунды на пиксель с чёрно-белым изображением;
- Поскольку инфракрасные матрицы имеют довольно маленький динамический диапазон, то камера оборудована двумя барабанами фильтров как по яркости, так и по длине волны;
- Призма для режима спектрографии, в этом случае звёзды «размазываются» на фотографии в полосу спектра;
- Коронограф из 3 круглых и 2 квадратных масок, который позволяет закрыть само яркое изображение звезды или планеты, затем может использоваться спектрометр и наборы фильтров на разные длины волн;
- Линзы дефокусировки, которые позволяют увидеть дифракцию зеркала телескопа и его отдельных сегментов, что используется для их тонкой настройки. Также линзы дефокусировки для снимков для сверхдлинных выдержек до 50 часов. Наблюдаемые напрямую дифракционные искажения телескопа в этом режиме позволяют произвести компьютерную обработку изображения для их очистки по мере возможности.

Существенный момент для понимания, что камера не снимает снимки в бытовом понимании фотоаппаратов. Снимки, которые предназначены для широкой публики — это компьютерная модель, полученная как наложение множества снимков с разными фильтрами друг на друга и с компьютерной очисткой дифракции, насколько это возможно.

### Спектрограф ближнего инфракрасного диапазона
Спектрограф ближнего инфракрасного диапазона NIRSpec анализирует спектр источников, что позволяет получать информацию как о физических свойствах исследуемых объектов (например, температуре и массе), так и об их химическом составе. Инструмент способен делать спектроскопию среднего разрешения в диапазоне длин волн 1—5 мкм и низкого разрешения с длиной волны 0,6—5 мкм.
Многие объекты, которые «Уэбб» должен исследовать, излучают настолько мало света, что телескопу для анализа спектра необходимо собирать свет от них в течение сотен часов. Чтобы изучить тысячи галактик за 5 лет работы телескопа, спектрограф был разработан с возможностью наблюдения за 100 объектами на площади неба 3×3 угловых минуты одновременно. Для этого учёные и инженеры Годдарда разработали новую технологию микрозатворов для управления светом, входящим в спектрограф.
Суть технологии, позволяющей получать 100 одновременных спектров, заключается в микроэлектромеханической системе, именуемой «массив микрозатворов» (англ. microshutter array). У ячеек микрозатворов спектрографа NIRSpec есть крышки, которые открываются и закрываются под действием магнитного поля. Каждая ячейка размером 100×200 мкм индивидуально управляется и может быть открытой или закрытой, предоставляя или, наоборот, блокируя часть неба для спектрографа, соответственно.
Именно эта регулируемость позволяет прибору делать спектроскопию такого количества объектов одновременно. Поскольку объекты, которые исследует NIRSpec, находятся далеко и тусклы, инструмент нуждается в подавлении излучения от более близких ярких источников. Микрозатворы работают подобно тому, как люди смотрят искоса, чтобы сосредоточиться на объекте, блокируя нежелательный источник света.

### Прибор для работы в среднем диапазоне инфракрасного излучения
Прибор MIRI для работы в среднем диапазоне инфракрасного излучения (5—28 мкм) состоит из камеры с датчиком, имеющим разрешение 1024×1024 пикселя, и спектрографа.

MIRI состоит из трёх массивов мышьяко-кремниевых детекторов. Чувствительные детекторы этого прибора позволят увидеть красное смещение далёких галактик, формирование новых звёзд и слабо видимые кометы, а также объекты в поясе Койпера. Модуль камеры предоставляет возможность съёмки объектов в широком диапазоне частот с большим полем зрения, а модуль спектрографа обеспечивает спектроскопию среднего разрешения с меньшим полем зрения, что позволит получать подробные физические данные об удалённых объектах.
Номинальная рабочая температура для MIRI — 7 К. Такая температура не может быть достигнута использованием только пассивной системы охлаждения. Вместо этого, охлаждение производится в два этапа: установка предварительного охлаждения на основе пульсационной трубы охлаждает прибор до 18 К, затем теплообменник с адиабатическим дросселированием (эффект Джоуля — Томсона) понижает температуру до 7 К.
MIRI был разработан группой под названием MIRI Consortium, состоящей из учёных и инженеров из стран Европы, команды сотрудников Лаборатории реактивного движения в Калифорнии и учёных из ряда институтов США.
Режимы работы прибора следующие.
- Режим фотографирования с барабаном фильтров разной длины волны. Разрешение прямо связано с разрешающей способностью зеркала и его дифракционным пределом. На длине волны 5,6 мкм разрешение 0,22 угловой секунды, на 25,5 мкм разрешение падает до 0,82 угловой секунды.
- Режим фотографирования малыми встроенными матрицами ярких объектов. Для ярких объектов основная матрица содержит встроенные субматрицы. Преимущество субматриц в малой необходимой выдержке: для снимка полной матрицей (full frame) нужна выдержка 2,8 секунды. Самая маленькая субматрица имеет разрешение всего 64x72 пиксела, но умеет снимать с выдержкой 0,085 секунды. Субматрицы позволяют наблюдать за динамическими процессами с быстрым изменением яркости.
- Режим спектрографии с двумя призмами. В этом режиме объекты превращаются в полосу с их спектром.
- Коронограф состоящий из масок, которые закрывают тело объекта и позволяют изучать его атмосферу.

### FGS/NIRISS
Датчик точного наведения (FGS) и устройство формирования изображения в ближнем инфракрасном диапазоне и бесщелевой спектрограф (NIRISS) установлены в «Уэббе» вместе, но по сути это два разных устройства. Оба устройства разработаны Канадским космическим агентством, и они получили прозвище «канадские глаза» по аналогии с «канадской рукой». Этот инструмент прошёл интегрирование со структурой ISIM в феврале 2013 года.

#### Датчик точного наведения
Датчик точного наведения (FGS) позволяет «Уэббу» производить точное наведение, чтобы он мог получать изображения высокого качества.
Камера FGS может формировать изображение из двух смежных участков неба размером 2,4×2,4 угловых минуты каждый, а также считывать информацию 16 раз в секунду с небольших групп пикселей размером 8×8, чего достаточно для нахождения соответствующей опорной звезды с 95-процентной вероятностью в любой точке неба, включая высокие широты.
Основные функции FGS включают в себя:
- получение изображения для определения положения телескопа в пространстве;
- получение предварительно выбранных опорных звёзд;
- обеспечение системы управления положением (англ. Attitude Control System) измерениями центроида опорных звёзд со скоростью 16 раз в секунду.

Во время вывода на орбиту телескопа FGS также сообщал об отклонениях при развёртывании главного зеркала.

#### Устройство формирования изображения в ближнем инфракрасном диапазоне и бесщелевой спектрограф
Устройство формирования изображения в ближнем инфракрасном диапазоне и бесщелевой спектрограф (NIRISS) работает в диапазоне 0,8—5,0 мкм и является специализированным инструментом с тремя основными режимами, каждый из которых работает с отдельным диапазоном.
NIRISS используется для выполнения следующих научных задач:
- получение «первого света»;
- обнаружение экзопланет;
- получение их характеристик;
- транзитная спектроскопия.

## Научные результаты и их критика

### Научные результаты
11 июля 2022 года президент США Джо Байден представил в Белом доме первый снимок, созданный с помощью нового космического телескопа «Джеймс Уэбб» — изображение скопления галактик SMACS 0723, находящегося на расстоянии 4,6 млрд световых лет от Земли.
Уже в первый официальный день работы телескопа — 12 июля 2022 года телескоп «Джеймс Уэбб» сделал сенсационные открытия. Так он обнаружил воду на планете WASP-96b, обращающейся вокруг жёлтого карлика WASP-96; спектральный анализ показал наличие паров воды в верхних слоях атмосферы WASP-96b, а также существование там облаков и скоплений тумана.
Также он смог сделать первые снимки Вселенной: аппарату с помощью своего шестиметрового зеркала удалось заснять скопление галактик в 13 млрд световых лет от Солнца. Из других новых открытий телескопа — столкновение сразу пяти галактик.
В июле 2022 обнаружена галактика GLASS-z13, самая древняя галактика из обнаруженных на момент наблюдения (красное смещение z = 13).
25 августа 2022 года «Джеймс Уэбб» впервые получил неопровержимые доказательства присутствия углекислого газа в атмосфере планеты за пределами Солнечной системы. Открытие было сделано при наблюдении за газовым гигантом WASP-39b, который вращается вокруг подобной Солнцу звезды на расстоянии в 750 световых лет от Солнца
.
1 сентября 2022 года «Джеймс Уэбб» впервые получил снимки планеты за пределами Солнечной системы, — ею стал газовый гигант HIP 65426 b, обращающийся на расстоянии 92 астрономических единиц вокруг звезды спектрального класса А2V HIP 65426, находящейся в созвездии Центавра на расстоянии 385 световых лет от Солнца. У планеты нет каменистой поверхности и она непригодна для жизни. Увиденная телескопом экзопланета была открыта в 2017 году с помощью инструментов Европейской Южной Обсерватории, входящих в расположенный в Чили проект VLT.
8 сентября 2022 года с помощью трёх инфракрасных приборов «Джеймса Уэбба»: ближней инфракрасной камеры (NIRCam), спектрографа ближнего инфракрасного диапазона (NIRSpec) и MIRI обнаружены тысячи новых звёзд в туманности Тарантул, находящейся в 161 тысяче световых лет от Земли в галактике Большое Магелланово облако. На полученных кадрах видны излучения от скопления молодых звёзд, столбы с формирующимися протозвёздами, а также пузыри газа от отдельных новорождённых звёзд.
Научный журнал Science назвал телескоп «Прорывом года» за грядущую революцию в представлениях человека о космосе, а Nature указал среди десяти важнейших новостных историй 2022 года.
Научный журналист Александра Витце полагает, что «Джеймс Уэбб» кардинально меняет астрономию, уже за первые месяцы своей работы давая неожиданные сведения для небесных тел от планет Солнечной системы до дальнего космоса; телескоп открывает совершенно новые области астрономии. Один из астрономов сообщил Science: «Каждый день я захожу на arXiv, а там фейерверки».

### Критика
Известный американский астроном проекта SETI, доктор наук, Сет Шостак, отмечает, что основной критикой «Джеймса Уэбба» является то, что без понятных налогоплательщикам глобальных открытий как обнаружение внеземной жизни, просто красивые фотографии космоса не стоят 10 миллиардов долларов. Портал James Webb Discovery, посвящённый каталогу открытий телескопа, в своей статье отмечает, что многие учёные относят телескоп к типичному проекту «Big Science», то есть дорогостоящим правительственным проектам, часто со связями с военными технологиями, где научная ценность наблюдений не соответствует астрономической цене проекта. Вместо этого на данные средства можно было бы реализовать много других научных проектов с более ценными результатами. Массачусетский технологический институт в своей публикации отметил, что ожидаемые результаты открытия экзопланет и признаков жизни могут не состояться, так как модели анализа данных «Джеймса Уэбба» не соответствуют его реальной точности измерений, поэтому результаты могут больше ограничиваться красивыми фото до кардинального пересмотра системы анализа данных телескопа. Сет Шостак с этим согласен и отмечает, что реально ценные открытия из данных «Джеймса Уэбба» могут быть извлечены много лет спустя и неожиданным образом как экспериментальное подтверждение научных теорий, который не имеют прямой связи с заявленными целями проекта «Джеймс Уэбб». Массачусетский технологический институт также отмечает, что хотя имеются уже значимые наблюдения как ранние галактики, но тревожным симптомом стал ажиотаж астрономов вокруг ресурса arXiv, где астрономы стремятся максимально быстро закреплять приоритет первого наблюдения того или иного объекта, но при этом стал систематически нарушаться принцип научного рецензирования статей, то есть астрономы стали часто использовать на arXiv черновики статей как готовые научные работы, что без рецензирования создает риск использования недостоверной научной информации по данным «Джеймса Уэбба».
- Полученные спектры сразу нескольких объектов в NIRSpec
- Как спектрометр NIRSpec работает поверх изображения инфракрасной камеры. Использование специального микрозатвора MSA позволяет считывать спектры сначала крупных участков, а потом искать источник интересного спектра внутри
- Тестирование FGS в криогенной камере
- Спектрометр NIRSpec
- Оптическая схема NIRISS
- Принцип работы «мультизатворов» NIRSpec c получением спектров сразу нескольких объектов